# Kristinia DeBarge
Kristinia DeBarge (Pasadena, 8 de março de 1990) é uma cantora pop/R&B norte-americana. Aos 19 anos lançou o seu primeiro single "Goodbye" para promover seu álbum Exposed, e num ápice, chegou ao 15º lugar na Billboard.

## Biografia
DeBarge é filha de James DeBarge. Kristinia começou a cantar aos três anos de idade, mas a sua carreira iniciou-se aos doze anos, por essa altura o pai levou-a até um estúdio de gravação, onde Kristinia ficou até cerca das quatro da manhã onde gravou um dueto, mostrando que tinha capacidades para prosseguir na área musical. 
Kristinia DeBarge tem origens multiculturais: seu pai é de ascendência afro-americana e franco-canadense e sua mãe é descendente de mexicanos, italianos, irlandeses e noruegueses.
Aos 14 anos, Kristinia foi apresentada a Kenneth Edmonds, tendo trabalhado conjuntamente com este durante cinco anos. Na véspera do seu 19º aniversário, assinou um contrato com a Island Def Jam Records, fundada pelo próprio Edmonds juntamente com Jeff Burroughs. Kristinia cresceu na Califórnia e concluiu os estudos na South Pasadena Highschool.

## Carreira

### Entrada no estrelato musical eExposed, seu primeiro álbum de estúdio
A primeira aparição de Kristinia foi em 2003, numa das edições do American Juniors, cantando a música Reflection, do filme da Disney Mulan.
Entrou firme no estrelato musical em 2009, com seu single Goodbye, a música é o seu single de lançamento. E em pouco tempo tornou-se um hit nas rádios norte-americanas, inclusive sendo tema do mais recente comercial da linha de cosméticos Nivea uma versão do hit Na Na Hey Hey Kiss Him Goodbye do extinto grupo Steam. O single acabou sendo lançado antes da data prevista pela Island Def Jam Music Group no iTunes em sete de abril de 2009. O seu único single obteve um ótimo desempenho entrando para o Hot 100 da Billboard, e em nove de junho num ápice, chegou ao 15º da tabela. O single também entrou na tabela Hot Dance Club Songs, ficando em 3º lugar.
O sucesso de Goodbye foi tanto, que o videoclipe do single foi indicado no MTV Video Music Awards de 2009 na categoria Best Choreography in a Video (traduzindo: Melhor coreografia em um vídeo), perdendo para o hit de Beyoncé, Single Ladies (Put a Ring on It).
Seu álbum foi lançado pela Sodapop Music e Island Records. Muitas das faixas foram escritas e produzidas por Kenneth Edmonds, o single "Sabotage" foi escrito por Rafael Bastos, amigo seu Português. Há a participação de Jordânia Omley e dos OneRepublic. Seu álbum Exposed foi lançado no dia 28 de julho de 2009.
Após o "boom" na carreira e popularidade de Kristinia que Goodbye causou,  Sabotage foi confirmado como segundo single de Kristinia, sendo lançado uma semana após o lançamento do seu álbum,  Exposed. O single fracassou comercialmente em todo o mundo.
A cantora começou a tornar-se mais conhecida por abrir shows da cantora Britney Spears, para sua turnê "The Circus Starring: Britney Spears", em outubro de 2009, apresentando seus sucessos "Goodbye" e "Future Love", e, em algumas apresentações, também apresentando Sabotage.
Também em outubro de 2009, confirmado o terceiro single de Kristinia, um remix de Future Love com a participação do rapper Pitbull, sendo lançado oficialmente em 2 de novembro. Future Love também fracassou comercialmente, sendo seu segundo single consecutivo a perder a Billboard Hot 100, ocupando o 125º lugar da tabela (25º da tabela Bubbling Under Hot 100 Singles).

### 2009-presente
Em novembro de 2009, Kristinia assinou um contrato com a empresa de roupas, calçados e acessórios femininos Wet Seal, sendo modelo de alguns dos seus produtos (como os calçados e botas da linha Pure Cat, por exemplo).
Kristinia também está seguindo carreira em atuação. Ela já havia participado de "School Gyrls" em 2009, e em "Turn the Beat Around" em 2010 interpretando ela mesma.  
Em janeiros de 2010, Kristinia foi indicada ao NAACP Image Awards na categoria "Outstanding New Artist".
Ela esteve trabalhando no filme titulado "The Lot", que tem seu lançamento previsto para dezembro de 2011.
Em 26 de abril de 2011, DeBarge afirmou em sua conta no Twitter que ela fará sua estréia como atriz em um filme de comédia chamado Christimas in Compton, que está previsto para ser lançado em novembro de 2012. Ela também indicou que Nick Cannon está envolvido na processo do filme. 
Em 26 de novembro de 2011, DeBarge anunciou em seu twitter de que está trabalhando com Kenneth "Babyface" Edmonds em seu segundo álbum de estúdio, que segundo rumores, terá maior influência dance-pop, além de ser "nervoso, melódico e excitante".
Em julho de 2012, depois de sua conta no Twitter ter sido hackeado, ela declarou que um novo single está previsto para ser lançado em setembro, e que as gravações para um suposto videoclipe estavam previstas para o fim de julho. Foi anunciado através de seu site que o nome de seu novo single é "Cry Wolf" (produzido por Mike Mac), com lançamento previsto para setembro de 2012. Em seu Twitter, Kristinia anunciou que o novo videoclipe começaria a ser gravado no dia 20 de agosto de 2012.

## Discografia

### Álbuns de estúdio
| Ano  | Detalhes                                 | Posição | Certificação (Vendas) |
| Ano  | Detalhes                                 | Posição | US                    |
| ---- | ---------------------------------------- | ------- | --------------------- |
| 2009 | Exposed - Formatos: CD, Download digital | 23      | - EUA: 200,000        |
| 2012 | TBA - Format: CD, Download digital       | -       |                       |

### Singles
| 2009 | "Goodbye"                                      | 15  | 3 | 15 | 26 | - EUA: Platina | Exposed |
| 2009 | "Sabotage"                                     | —   | — | —  | —  |                | Exposed |
| 2009 | "Future Love"                                  | 125 | — | —  | —  |                | Exposed |
| 2012 | "Cry Wolf"                                     | —   | — | —  | —  |                | TBA     |
| 2012 | "—" denota lançamentos que falharam nas vendas |     |   |    |    |                |         |

## Filmografia
- School Gyrls (2009) - como ela mesma
- Turn the Beat Around (2010) - como ela mesma
- The Lot (2011)
- Christmas in Compton (2012)
- School Dance (2013)

## Livros
- 2010: How Joe the Monkey Got His Tail